# Dia del Mediterrani
El Dia del Mediterrani se celebra el 28 de novembre amb l'objectiu de fomentar una identitat mediterrània comuna, al mateix temps que es promou l'intercanvi intercultural i s'abraça la diversitat de la regió. També es va concebre per ajudar a augmentar la visibilitat dels esforços realitzats per totes les organitzacions i ciutadans que treballen diàriament per millorar la cooperació i la integració a la regió euromediterrània.
El Dia del Mediterrani té lloc el 28 de novembre coincidint amb el llançament del Procés de Barcelona el 1995, que va resultar en el compromís dels països euromediterranis de convertir la regió en un espai comú de pau, estabilitat i progrés socioeconòmic compartit i el diàleg entre els pobles i va conduir a la creació de la institució Unió per la Mediterrània el 2008. Se celebra als països de tota la conca mediterrània, inclosos els estats membres de la Unió Europea.
En reconeixement de la contribució a la civilització que la gent del Mediterrani ha estat fent de fa mil·lennis, el Dia del Mediterrani és un mitjà per canalitzar aquesta mateixa riquesa i diversitat cultural en el context del segle XXI. Per tant, aquesta dimensió cultural és un component important, ja que el propòsit del Dia del Mediterrani és celebrar la identitat mediterrània única però diversa. Això es fomenta a través d'esdeveniments, exposicions i festivals locals i internacionals a tota la regió amb l'objectiu de reforçar els llaços entre la gent de les seves costes, mitjançant la promoció d'intercanvis i diàlegs interculturals.
El Dia del Mediterrani es va inspirar en part en el Procés de Barcelona, el qual es va iniciar a la Conferència Euromediterrània a Barcelona, el 28 de novembre de 1995, amb l'objectiu de reforçar les relacions entre Europa i els països del sud del Mediterrani. Els ministres d'Afers Exteriors de la UE i de 12 països del sud i est de la Mediterrani van celebrar la conferència i van signar una declaració per iniciar el procés d'associació euromediterrània. El Procés de Barcelona es traduiria en la creació de la Unió pel Mediterrani el 2008, la institució encarregada de conduir aquesta visió a tota la regió i que ara està formada per 42 estats membres. El 28 de novembre de 2020, els 42 Estats membres de la UpM van anunciar la celebració del primer Dia Internacional del Mediterrani, a la 5a edició del Fòrum Regional de la UpM, que va tenir lloc en commemoració del 25è aniversari del Procés de Barcelona.